# トーマス・エングストローム
トーマス・エングストロ―ム（Tomas Engström､1964年1月18日 ｰ ）は、スウェーデンのレーシングドライバー。

## 経歴
1990年代初めから、スウェーデンのシボレー・カマロカップに参戦し、1990年にシリーズ3位、1993年にはシリーズ2位を獲得している。その後も参戦し、1994年から1998年までこのレースのシリーズチャンピオンを5年連続で獲得した。
1999年からはスウェーデンツーリングカー選手権(STCC)に参戦を開始。クライスラー・ストラトスを使用する。ちなみにこのストラトスは北米のツーリングカー選手権のシリーズチャンピオンマシン。2001年までこのマシンを使用して参戦したが、他のドライバーの日欧のライバルマシンには対抗することは難しく、最高位は5位だった。
2002年はストラトスからホンダ・アコードに変更。この年は2勝し、シリーズ5位。翌年もホンダ・シビック・タイプRでシリーズ3位を獲得した。また同年ヨーロッパツーリングカー選手権にも参戦している。
その後も引き続きホンダ車でSTCCに参戦し、2005年と2007年には、世界ツーリングカー選手権にもスポット参戦した。2019年現在もヨーロッパやスウェーデンのツーリングカーレースで活躍している。